# Cyril Deverell
Cyril John Deverell (Saint Peter Port, 9 november 1874 – Lymington (Hampshire), 12 mei 1947) was een Britse officier en was van 1936 tot 1937 chief of the Imperial General Staff.

## Biografie
Deverell studeerde aan de Bedford School en werd in 1895 toegevoegd aan de Prince of Wales's West Yorkshire Regiment. Tijdens de Eerste Wereldoorlog in 1915 voerde hij het bevel over de 20ste Brigade van de 7th Division en de divisie werd aan de Somme gestationeerd. Het hield positie op de rechterflank van de 21st Division tijdens de Slag om Bazentin Ridge. Een aantal weken later werd Deverell het bevel gegeven over de 3rd Division nadat zijn commandant Aylmer Haldane het bevel overnam van de VI Corps. 
Deverell nam op 7 augustus 1916 het bevel over. Hij leidde de divisie in 1917 bij Arras en nam deel aan de Derde Slag om Ieper. Hij keerde in 1918 terug naar de Somme voordat hij samen met de Portugezen deelnam aan de Vierde Slag om Ieper. De divisie nam deel aan het Honderddagenoffensief dat uiteindelijk leidde tot de wapenstilstand van november 1918.
Deverell  voerde tot 1919 het bevel over de divisie en nam daarna het bevel over van de 53rd (Welsh) Division. In 1921 vertrok hij naar India waar hij het bevel voerde over de United Provinces District waar hij diende als quartermaster-general en werd uiteindelijk in 1930 chief of the General Staff van India. Hij werd in 1931 opperbevelhebber van de Western Command en in 1933 van de Eastern Command en diende daarna als adjudant van koning George V. Deverell promoveerde op 15 mei 1936 tot veldmaarschalk en werd benoemd tot chief of the Imperial General Staff. Hij behield zijn post voor twintig maanden om daarna zich uit de actieve dienst terug te trekken. Hij diende niet tijdens de Tweede Wereldoorlog

## Militaire loopbaan
- Second Lieutenant: 6 maart 1895[3]
- Lieutenant: 3 augustus 1898[4]
- Captain: 23 februari 1904[5]
- Major: 3 juni 1915[6]
- Lieutenant-Colonel: 26 augustus 1916
- Colonel: 1 januari 1917
- Brigadier:
- Tijdelijk Major-General: 1 januari 1917
- Major-General:
- Lieutenant-generaal: 13 maart 1928[7]
- General: 21 april 1933[8]
- Field Marshal: 15 mei 1936[9][10]

## Decoraties
- Ridder Grootkruis in de Orde van het Bad
- Ridder Commandeur in de Orde van het Bad op 3 juni 1929[11]
- Lid in de Orde van het Bad in 1918
- Ridder Commandeur in de Orde van het Britse Rijk[12]
- Croix de guerre 1914–1918 in 1919[13]
- Ashanti Star
- Overwinningsmedaille
- Britse Oorlogsmedaille
- 1914-15 Ster